# Bulgarischer Fußballpokal 2006/07
Der Bulgarischer Fußballpokal 2006/07 war die 67. Austragung des Pokalwettbewerbs im Fußball in Bulgarien. Pokalsieger wurde Lewski Sofia. Das Team setzte sich im Finale gegen Litex Lowetsch durch. Da Lewski durch den Meistertitel bereits für die UEFA Champions League qualifiziert war, nahm der unterlegene Finalist am UEFA-Pokal 2007/08 teil.

## Modus
In allen Runden wurden die Begegnungen in einem Spiel entschieden. Bei unentschiedenem Ausgang gab es eine Verlängerung von zweimal 15 Minuten und gegebenenfalls ein Elfmeterschießen.

## Teilnehmer
| A Grupa (16) | B Grupa (28) | B Grupa (28) | W Grupa (4)                                                       |
| --- | --- | --- | ----------------------------------------------------------------- |
| - Belasiza Petritsch - Beroe Stara Sagora - Botew Plowdiw - Lewski Sofia - Litex Lowetsch - Lokomotive Plowdiw - Lokomotive Sofia - Marek Dupniza - Rilski Sportist Samokow - Rodopa Smoljan - Slawia Sofia - Spartak Warna - PFK Tschernomorez Burgas-Sofia - Tscherno More Warna - Wichren Sandanski - ZSKA Sofia | 000Gruppe West - Belite Orli Plewen - Etar Weliko Tarnowo - FC Hebar Pasardschik - Lokomotive Mesdra - Minjor Bobow Dol - Minjor Pernik - PFK Montana - Pirin Blagoewgrad - FC Pirin Goze Deltschew - FK Spartak Plewen - Tschawdar Bjala Slatina - Welbaschd Kjustendil - Wichar Gorubljane - Widima-Rakowski Sewliewo | 000Gruppe Ost - FK Chaskowo - PFC Dobrudscha Dobritsch - FC Dunaw Russe - Kaliakra Kawarna - Lokomotive Stara Sagora - FK Mariza Plowdiw - AKB Minjor Radnewo - PFC Naftex Burgas - PFK Nessebar - FK Schumen 2001 - OFK Sliwen 2000 - Spartak Plowdiw - Swetkawiza Targowischte - FC Tschernomorez Burgas | - Botew Kriwodol - FK Dewnja - FC Malesch Mikrewo - FK Sliwengrad |

## 1. Runde
Teilnehmer: 4 Drittligisten und alle 28 Zweitligisten.
| Datum      |                               | Ergebnis              |                              |
| ---------- | ----------------------------- | --------------------- | ---------------------------- |
| 04.10.2006 | Botew Kriwodol (III)          | 1:2 n. V.             | Wichar Gorubljane (II)       |
| 04.10.2006 | Swetkawiza Targowischte (II)  | 0:2                   | Kaliakra Kawarna (II)        |
| 04.10.2006 | PFC Dobrudscha Dobritsch (II) | 3:1 n. V.             | Lokomotive Stara Sagora (II) |
| 04.10.2006 | Belite Orli Plewen (II)       | 1:2                   | FC Hebar Pasardschik (II)    |
| 04.10.2006 | FK Dewnja (III)               | 0:3                   | PFK Nessebar (II)            |
| 04.10.2006 | Widima-Rakowski Sewliewo (II) | 1:1 n. V. (4:5 i. E.) | FK Mariza Plowdiw (II)       |
| 04.10.2006 | Spartak Plowdiw (II)          | 4:0                   | FK Spartak Plewen (II)       |
| 04.10.2006 | Lokomotive Mesdra (II)        | 1:5                   | PFC Naftex Burgas (II)       |
| 04.10.2006 | FC Pirin Goze Deltschew (II)  | 2:3                   | Tschawdar Bjala Slatina (II) |
| 04.10.2006 | FC Malesch Mikrewo (III)      | 1:4                   | FC Tschernomorez Burgas (II) |
| 04.10.2006 | FK Sliwengrad (III)           | 1:1 n. V. (2:4 i. E.) | OFK Sliwen 2000 (II)         |
| 04.10.2006 | FK Schumen 2001 (II)          | 2:1                   | Minjor Pernik (II)           |
| 04.10.2006 | PFK Montana (II)              | 4:0                   | FK Chaskowo (II)             |
| 04.10.2006 | Minjor Bobow Dol (II)         | 0:2                   | AKB Minjor Radnewo (II)      |
| 04.10.2006 | Welbaschd Kjustendil (II)     | 2:3 n. V.             | Pirin Blagoewgrad (II)       |
| 04.10.2006 | FC Dunaw Russe (II)           | 3:1 n. V.             | Etar Weliko Tarnowo (II)     |

## 2. Runde
Teilnehmer: Die 16 Sieger der 1. Runde und die 16 Erstligisten.
| Datum      |                              | Ergebnis              |                                    |
| ---------- | ---------------------------- | --------------------- | ---------------------------------- |
| 07.11.2006 | Tscherno More Warna (I)      | 1:0                   | Rodopa Smoljan (I)                 |
| 08.11.2006 | AKB Minjor Radnewo (II)      | 1:6                   | Lokomotive Plowdiw (I)             |
| 08.11.2006 | Tschawdar Bjala Slatina (II) | 0:3                   | ZSKA Sofia (I)                     |
| 08.11.2006 | Kaliakra Kawarna (II)        | 0:1                   | Lokomotive Sofia (I)               |
| 08.11.2006 | Wichar Gorubljane (II)       | 0:4                   | Beroe Stara Sagora (I)             |
| 08.11.2006 | FC Tschernomorez Burgas (II) | 5:0                   | PFC Dobrudscha Dobritsch (II)      |
| 08.11.2006 | FK Mariza Plowdiw (II)       | 1:2                   | Botew Plowdiw (I)                  |
| 08.11.2006 | Spartak Plowdiw (II)         | 1:2                   | Wichren Sandanski (I)              |
| 08.11.2006 | FK Schumen 2001 (II)         | 0:2                   | Litex Lowetsch (I)                 |
| 08.11.2006 | PFK Montana (II)             | 1:1 n. V. (3:1 i. E.) | Spartak Warna (I)                  |
| 08.11.2006 | Rilski Sportist Samokow (I)  | 2:0                   | PFK Tschernomorez Burgas-Sofia (I) |
| 08.11.2006 | PFK Nessebar (II)            | 0:1 n. V.             | OFK Sliwen 2000 (II)               |
| 08.11.2006 | FC Hebar Pasardschik (II)    | 1:3                   | Slawia Sofia (I)                   |
| 08.11.2006 | Pirin Blagoewgrad (II)       | 1:0                   | Belasiza Petritsch (I)             |
| 08.11.2006 | FC Dunaw Russe (II)          | 3:0                   | Marek Dupniza (I)                  |
| 08.11.2006 | PFC Naftex Burgas (II)       | 2:3                   | Lewski Sofia (I)                   |

## Achtelfinale
| Datum      |                              | Ergebnis              |                             |
| ---------- | ---------------------------- | --------------------- | --------------------------- |
| 30.11.2006 | Litex Lowetsch (I)           | 4:0                   | Rilski Sportist Samokow (I) |
| 30.11.2006 | FC Dunaw Russe (II)          | 1:4                   | Lokomotive Plowdiw (I)      |
| 30.11.2006 | Slawia Sofia (I)             | 3:1                   | Botew Plowdiw (I)           |
| 30.11.2006 | Pirin Blagoewgrad (II)       | 2:2 n. V. (4:3 i. E.) | Lokomotive Sofia (I)        |
| 30.11.2006 | PFK Montana (II)             | 1:2                   | ZSKA Sofia (I)              |
| 30.11.2006 | Wichren Sandanski (I)        | 0:0 n. V. (4:3 i. E.) | Tscherno More Warna (I)     |
| 30.11.2006 | OFK Sliwen 2000 (II)         | 1:2                   | Beroe Stara Sagora (I)      |
| 30.11.2006 | FC Tschernomorez Burgas (II) | 0:1 n. V.             | Lewski Sofia (I)            |

## Viertelfinale
| Datum      |                        | Ergebnis              |                       |
| ---------- | ---------------------- | --------------------- | --------------------- |
| 11.04.2007 | Beroe Stara Sagora (I) | 1:0 n. V.             | ZSKA Sofia (I)        |
| 11.04.2007 | Pirin Blagoewgrad (II) | 0:0 n. V. (2:4 i. E.) | Lewski Sofia (I)      |
| 11.04.2007 | Litex Lowetsch (I)     | 2:1                   | Slawia Sofia (I)      |
| 11.04.2007 | Lokomotive Plowdiw (I) | 1:0                   | Wichren Sandanski (I) |

## Halbfinale
| Datum      |                        | Ergebnis |                        |
| ---------- | ---------------------- | -------- | ---------------------- |
| 09.05.2007 | Litex Lowetsch (I)     | 1:0      | Beroe Stara Sagora (I) |
| 09.05.2007 | Lokomotive Plowdiw (I) | 0:3      | Lewski Sofia (I)       |

## Finale
| Paarung        | Litex Lowetsch – Lewski Sofia |
| Ergebnis       | 0:1 n. V. |
| Datum          | 24. Mai 2007 |
| Stadion        | Beroe-Stadion, Stara Sagora |
| Zuschauer      | 11.000 |
| Schiedsrichter | Ľuboš Micheľ ( Slowakei) |
| Tore           | 0:1 (111., Foulelfmeter) |
| Litex Lowetsch | Todor Todorow – Robert Popov (107. Petar Slatinow), Schiwko Schelew, Alejandro Cichero, Petar Sanew – Nebojša Jelenković , Stanislaw Gentschew, Stanislaw Manolew, Tom – Sandrinho, Krum Bibischkow (63. Beto) Cheftrainer: Ljupko Petrović                                                |
| Lewski Sofia   | Georgi Petkow – Stanislaw Angelow, Elin Topusakow , Igor Tomašić, Lúcio Wagner – Richard Eromoigbe, Daniel Borimirow (106. Georgi Sarmow), Dimitar Telkijski, Cédric Bardon – Christo Jowow (82. Emil Angelow), Waleri Domowtschijski (93. Ekundayo Jayeoba) Cheftrainer: Stanimir Stoilow |
| Gelbe Karten   | Alejandro Cichero, Stanislaw Manolew – Stanislaw Angelow, Emil Angelow, Georgi Sarmow |